# Stefano Crescentini
Stefano Crescentini (Roma, 10 luglio 1974) è un doppiatore e direttore del doppiaggio italiano.

## Biografia
È figlio del doppiatore Domenico Crescentini. La sua prima esperienza di doppiaggio avviene da bambino, grazie al padre.
Due anni dopo, non ancora decenne, viene invitato da Renato Izzo al provino per dare la voce a Gianni Darling, nel ridoppiaggio del film d'animazione Le avventure di Peter Pan prodotto dalla Disney nel 1953 e lo vince. Da quel momento comincia una lunga serie di doppiaggi nelle produzioni Disney, fino all'età di dodici anni quando vince il provino per doppiare un giovane Christian Bale ne L'Impero del Sole (1987).
Il film segna l'inizio della carriera professionale come doppiatore, nonostante la giovane età, che prosegue fino ai vent'anni quando il cambio di voce dovuto alla crescita ne segna un rallentamento. Nello stesso periodo lascia l'università di Economia e commercio e, due anni più tardi, ricomincia a doppiare a tempo pieno, prestando la voce a numerosi attori famosi.

### Carriera
Ha legato la sua voce ad attori come, Jake Gyllenhaal, James McAvoy, Robert Pattinson, Chris Pine, Jensen Ackles, Jim Sturgess, Aidan Turner e molti altri.
Ha prestato inoltre la voce a L in Death Note; Jensen Ackles come Dean Winchester in Supernatural e Jason Teague nella serie Smallville; Ashton Kutcher nel ruolo di Walden Schmidt nella serie televisiva Due uomini e mezzo; Robert Pattinson nel ruolo di Edward Cullen nella saga di Twilight; Seann William Scott nella saga di American Pie nel ruolo di Steve Stifler; Christian Bale ne L'impero del sole di Steven Spielberg; Jesse Metcalfe nella serie televisiva Desperate Housewives e nel remake di Dallas; Jesse Spencer nel ruolo del dottor Robert Chase in Dr. House - Medical Division e del capitano vigile del fuoco Matthew Casey in Chicago Fire; Paul Wesley nel ruolo di Stefan Salvatore in The Vampire Diaries; Ian Somerhalder in Lost; Chad Michael Murray in One Tree Hill; Bradley James nel ruolo di Artù Pendragon in Merlin.
Nel luglio 2013 riceve il Leggio d'oro come voce maschile dell'anno.
Il 13 gennaio 2018 riceve il premio "Voce maschile" al Festival Nazionale del Doppiaggio "Le Voci del Cinema".

## Doppiaggio

### Film
- Jake Gyllenhaal in The Good Girl, The Day After Tomorrow - L'alba del giorno dopo, Donnie Darko, Jarhead, Zodiac, Rendition - Detenzione illegale, Brothers, Prince of Persia - Le sabbie del tempo, Source Code, End of Watch - Tolleranza zero, Enemy, Lo sciacallo - Nightcrawler, Accidental Love, Southpaw - L'ultima sfida, Everest, Demolition - Amare e vivere, Animali notturni, Life - Non oltrepassare il limite, Okja, Stronger - Io sono più forte, Wildlife, Velvet Buzzsaw, I fratelli Sisters, Spider-Man: Far from Home, The Guilty, Ambulance, The Covenant, Road House
- James McAvoy in Le cronache di Narnia - Il leone, la strega e l'armadio, Penelope, Il quiz dell'amore, Becoming Jane, Espiazione, Wanted - Scegli il tuo destino, The Conspirator, X-Men - L'inizio, X-Men - Giorni di un futuro passato, La scomparsa di Eleanor Rigby, Victor - La storia segreta del dott. Frankenstein, X-Men - Apocalisse, Atomica bionda, X-Men: Dark Phoenix, It - Capitolo due, Together, Nella bolla, The Book of Clarence, Speak No Evil - Non parlare con gli sconosciuti
- Robert Pattinson in Twilight, Come solo tu sei, The Twilight Saga: New Moon, Remember Me, The Twilight Saga: Eclipse, Come l'acqua per gli elefanti, The Twilight Saga: Breaking Dawn - Parte 1, Bel Ami - Storia di un seduttore, Cosmopolis, The Twilight Saga: Breaking Dawn - Parte 2, Maps to the Stars, The Rover, Life, Civiltà perduta, Good Time, High Life, Il re, The Lighthouse, Tenet, Le strade del male, The Batman, Mickey 17
- Chris Pine in Smokin' Aces, Star Trek, Carriers - Contagio letale, Una famiglia all'improvviso, Into Darkness - Star Trek, Jack Ryan - L'iniziazione, Come ammazzare il capo 2, Stretch - Guida o muori, Sopravvissuti, Star Trek Beyond, Wonder Woman, Wonder Woman 1984, La cena delle spie, Don't Worry Darling, Dungeons & Dragons - L'onore dei ladri
- Jim Sturgess in Across the Universe, L'altra donna del Re, Crossing Over, Heartless, The Way Back, Upside Down, Electric Slide, Il caso Freddy Heineken, Geostorm, London Fields
- Jesse Plemons in Black Mass - L'ultimo gangster, The Program, Other People, The Post, Vice - L'uomo nell'ombra, The Irishman, Windfall, Killers of the Flower Moon, Civil War
- Aidan Turner in Lo Hobbit - Un viaggio inaspettato, Shadowhunters - Città di ossa, Lo Hobbit - La desolazione di Smaug, Lo Hobbit - La battaglia delle cinque armate
- Michiel Huisman in 2:22 - Il destino è già scritto, Il tenente ottomano, Red Sea Diving, Un bambino chiamato Natale, Rebel Moon, Rebel Moon - Parte 2: La sfregiatrice
- Rupert Friend in The Libertine, Van Gogh - Sulla soglia dell'eternità, Omicidio a Los Angeles, Asteroid City, La trama fenicia, Jurassic World - La rinascita
- Sung Kang in The Fast and the Furious: Tokyo Drift, Fast & Furious - Solo parti originali, Fast & Furious 5, Fast & Furious 6, Fast & Furious 9 - The Fast Saga, Fast X
- Brandon T. Jackson in Percy Jackson e gli dei dell'Olimpo - Il ladro di fulmini, Big Mama - Tale padre, tale figlio, Percy Jackson e gli dei dell'Olimpo - Il mare dei mostri
- Cam Gigandet in Never Back Down - Mai arrendersi, Il mai nato, Pandorum - L'universo parallelo, The Roommate - Il terrore ti dorme accanto, Colpi d'amore
- Ryan Phillippe in So cosa hai fatto, Stop-Loss, The Bang Bang Club, Reclaim - Prenditi ciò che è tuo, Wish Upon
- Seann William Scott in American Pie, American Pie 2, American Pie - Il matrimonio, American Pie: Ancora insieme
- Kieran Culkin in Basta guardare il cielo, The Dangerous Lives of Altar Boys, Margaret, Comic Movie
- Shawn Hatosy in La mia adorabile nemica, Pazzo di te!, Alpha Dog, Factory Girl
- Devon Sawa in Il mio campione, Final Destination, Sfida nell'ultima valanga, Extreme Dating
- Ed Skrein in The Transporter Legacy, Se la strada potesse parlare, Ti presento Patrick, Maleficent - Signora del male, Naked Singularity
- Edward Furlong in Brainscan - Il gioco della morte, Little Odessa, Storie d'amore, Detroit Rock City, American History X
- Dominic Cooper in The History Boys, Mamma mia!, La Duchessa, Need for Speed
- Colin Hanks in Orange County, King Kong, Nella rete del serial killer, Parkland
- Jamie Bell in Dear Wendy, Flags of Our Fathers, Nymphomaniac
- Bill Hader in Non mi scaricare, Tropic Thunder, Una notte al museo 2 - La fuga
- Kevin Hart in Scary Movie 3 - Una risata vi seppellirà, Scary Movie 4, Superhero - Il più dotato fra i supereroi
- Jared Leto in Prefontaine, Lord of War, Mr. Nobody
- Gabriel Mann in New Port South, Josie and the Pussycats, The Ramen Girl
- Breckin Meyer in Garfield - Il film, Garfield 2, La rivolta delle ex
- Will Poulter in Maze Runner - Il labirinto, Detroit, Maze Runner - La rivelazione
- Shahid Kapoor in Il mio cuore dice sì, L'amore porta fortuna, Giù a casa dai miei
- Aleksei Chadov in I guardiani della notte, I guardiani del giorno
- Brad Renfro in Telling Lies in America - Un mito da infrangere, Tart - Sesso, droga e... college
- Jonathan Rhys Meyers in Cavalcando con il diavolo, Alexander
- Dallas Roberts in Una casa alla fine del mondo, Joshua
- Matthew Lawrence in Hot Chick - Una bionda esplosiva, Il peggior allenatore del mondo
- Bryan Greenberg in Prime, Bride Wars - La mia migliore nemica
- Jonathan Tucker in Hostage, Rovine
- Riley Smith in Una pazza giornata a New York, Ballare per un sogno
- Ashton Kutcher in Texas Rangers, Amici, amanti e...
- Justin Long in After.Life, Amore a mille... miglia
- Oliver Milburn in Paranoid, In viaggio con Evie
- Tom Hardy in RocknRolla, Una spia non basta
- Jon Heder in Se solo fosse vero, Mama's Boy
- Adam Scott in Quell'idiota di nostro fratello, Krampus - Natale non è sempre Natale
- Andrew Davoli in Compagnie pericolose, Welcome to Collinwood
- Chris Evans in The Perfect Score, Il diario di una tata
- Chris Rock in Jay & Silent Bob... Fermate Hollywood!
- Tony Jaa in Ong-bak: Nato per combattere, The Protector - La legge del Muay Thai
- Sean Biggerstaff in Harry Potter e la pietra filosofale, Harry Potter e la camera dei segreti
- Gaspard Ulliel in Hannibal Lecter - Le origini del male, La legge del crimine
- Steve Talley in American Pie presenta: Nudi alla meta, American Pie Presents: Beta House
- Corey Sevier in Decoys, Decoys 2: Seduzione aliena
- Jake Lacy in Natale all'improvviso, Un'eredità per Natale
- Max Greenfield in About Alex, Hello, My Name Is Doris
- Ryan Reynolds in Just Friends (Solo amici), Red Notice
- Simon Rex in Red Rocket, Blink Twice
- Tobey Maguire in Tempesta di ghiaccio
- Ahmet Rifat Şungar in Le tre scimmie
- Topher Grace in The Double
- Liam Hemsworth in The Dressmaker - Il diavolo è tornato
- Chris O'Dowd ne I fantastici viaggi di Gulliver
- Sebastian Stan in Dove eravamo rimasti e Era mio figlio
- John Krasinski in È complicato
- Edward Burns in 15 minuti - Follia omicida a New York
- Nathan Corddry in L'orso Yoghi
- Billy Boyd in Master & Commander - Sfida ai confini del mare
- David Arquette ne I Muppets venuti dallo spazio
- Frankie Muniz in Agente Cody Banks
- Miles Teller in Bleed - Più forte del destino
- Toby Kebbell in L'apprendista stregone
- Rainn Wilson in La mia super ex-ragazza
- Max Irons in Posh
- Giovanni Ribisi in Salvate il soldato Ryan
- Christian Bale ne L'impero del sole
- Çağatay Ulusoy in Paper Lives
- Joe Anderson in Amelia
- Brendan Fletcher in The Final Cut
- Matt McGrath in Boys Don't Cry
- Kyle Schmid in Missione tata
- Daniel Brocklebank in Shakespeare in Love
- Joe Cole ne Il segreto dei suoi occhi
- Nikolaj Coster-Waldau in Wimbledon
- Justin Chambers in Broken City
- Ian Somerhalder in L'ultimo sogno
- Chalon Williams in Echi mortali
- Aasif Mandvi in Spider-Man 2
- Billy Magnussen in Botte di fortuna
- Marwan Kenzari in Autobahn - Fuori controllo
- Scott Michael Campbell in Il volo della Fenice
- Peter Youngblood Hills in Adrenalina blu - La leggenda di Michel Vaillant
- Rusty Jacobs in C'era una volta in America (ed. 2003)
- Quim Gutiérrez in La doppia vita di Madeleine Collins
- Joel David Moore in Shaggy Dog - Papà che abbaia... non morde, Un alibi perfetto
- Max Riemelt ne I ragazzi del Reich
- Luca Magri in Nel cuore della notte
- Frederick Lau ne L'onda
- Shane West in Ancora una volta
- Robbie Sublett in Hachiko - Il tuo migliore amico
- Freddie Prinze Jr. in Boys and Girls - Attenzione: il sesso cambia tutto
- Scott Haze in Jurassic World - Il dominio
- Jack Noseworthy ne Il mondo dei replicanti
- Taran Killam in La ragazza del mio migliore amico
- Michael Dorman in The Water Diviner
- Josiah Black in Saw: Legacy
- Casey Affleck in L'amico del cuore
- Matsuya Onoe in Onigoroshi - Demon City
- Mark O'Brien in Blue Bayou
- Ed Speleers in Against the Ice
- Wade Briggs in Dampyr
- Matthew Maher in Air - La storia del grande salto
- Travis Fimmel in Operazione Kandahar
- Ato Essandoh in Reptile
- D. J. Cotrona in Spy Kids: Armageddon
- Tom Payne in Imaginary
- Wyatt Russell in Night Swim
- Sparky Xulu in A Soweto Love Story
- Luis Fernández in El Campeón
- Rob Collins in Arthur the King - Insieme a ogni costo
- Assaad Bouab in Overdose
- Juan Diego Botto ne La stanza accanto
- Wilmer Valderrama in Ops! È già Natale
- Max Greenfield in Unfrosted - Storia di uno snack americano
- Liu Ye in Moon - Il panda
- Louis Talpe in IHostage

### Film d'animazione
- Kensuke Aida in Neon Genesis Evangelion: Death & Rebirth, Neon Genesis Evangelion: The End of Evangelion, Neon Genesis Evangelion: The Feature Film, Evangelion: 1.0 You Are (Not) Alone, Evangelion: 2.0 You Can (Not) Advance, Evangelion: 3.0+1.0 Thrice Upon a Time
- Tenchi Masaki in Chi ha bisogno di Tenchi? - The Movie - Tenchi muyo in Love, Chi ha bisogno di Tenchi? - The Movie - La vigilia dell'estate, Chi ha bisogno di Tenchi? - The Movie - Memorie lontane
- Kenai in Koda, fratello orso, Koda, fratello orso 2
- Brent in Piovono polpette, Piovono polpette 2 - La rivincita degli avanzi
- Robot anni '80 in I Muppet, Muppets 2 - Ricercati
- Peter B. Parker/Spider-Man in Spider-Man - Un nuovo universo, Spider-Man: Across the Spider-Verse
- Tob ne I figli della pioggia
- Tim Possible del futuro in Kim Possible - Il film
- Top Connors in La leggenda del Titanic, Tentacolino
- Gianni ne Le avventure di Peter Pan (ridoppiaggio)
- Thomas in Pocahontas
- Ercole giovane in Hercules
- Christophe, la Talpa in South Park - Il film: più grosso, più lungo & tutto intero
- Joe in Spirit - Cavallo selvaggio
- Alex Chang ne L'isola dei dinosauri
- Zeke in Cheerleaders - La supersquadra
- Seiji Komatsu in Orange Road The Movie: ...e poi, l'inizio di quella estate... (primo doppiaggio)
- Yukito Tsukishiro in Card Captor Sakura - The Movie (primo doppiaggio)
- Killer B ne Il gatto con gli stivali (ed. DVD 2004)
- Briareos Hecatoncheiros in Appleseed
- Mambo in Happy Feet
- Raffaello in TMNT
- Swifty ne La sirenetta - Quando tutto ebbe inizio
- Padre Pio da ragazzo in Padre Pio
- WALL•E in WALL•E
- Senn in Battaglia per la Terra 3D
- Mei in Amicinemici - Le avventure di Gav e Mei
- Joe Shimamura / Cyborg 009 in Cyborg 009 vs Devilman
- Hal/Titan in Megamind
- Humphrey in Alpha and Omega
- Lemke in Shrek e vissero felici e contenti
- Beto in Goool!
- Aigami/Diva in Yu-Gi-Oh!: The Dark Side of Dimensions
- Tadashi Hamada in Big Hero 6
- J.P. Spamley in Ralph spacca Internet
- Orecchio in Spie sotto copertura
- Gibbone in Birba - Micio combinaguai
- Veleragno ne La grande avventura dell'Ape Magà
- Chris Redfield in Resident Evil: L'isola della morte
- Giuseppe Biagi in Titina

### Serie televisive
- Jesse Metcalfe in Desperate Housewives, Chase, Dallas, Chesapeake Shores
- Max Greenfield in New Girl, American Horror Story: Hotel, Will & Grace, American Crime Story: L'Assassinio di Gianni Versace
- Kerr Smith in Dawson's Creek, Streghe, Justice - Nel nome della legge, Life Unexpected
- Aidan Turner in Being Human, Dieci piccoli indiani, Poldark, Leonardo
- Michiel Huisman in Il Trono di Spade, L'assistente di volo - The Flight Attendant, The Haunting, Echo 3
- Jensen Ackles in Smallville, Supernatural, The Boys, Gen V, Tracker, Countdown
- Shane West in Ancora una volta, E.R. - Medici in prima linea, Salem
- Wilmer Valderrama in Minority Report, NCIS - Unità anticrimine, NCIS: New Orleans
- Ian Somerhalder in Lost, I predatori della città perduta, V Wars
- Paul Wesley in 24, The Vampire Diaries, The Originals
- Wilson Bethel in NCIS - Unità anticrimine, Daredevil, Daredevil - Rinascita
- Jesse Spencer in Dr. House - Medical Division, Chicago Fire
- Jason Dohring in Veronica Mars (st. 1-3), Moonlight
- Mehcad Brooks in Supergirl, Law & Order - I due volti della giustizia
- Çağatay Ulusoy in The Protector, Kübra
- Alan Ritchson in Blood Drive, Blue Mountain State
- James McAvoy in His Dark Materials - Queste oscure materie
- Seth MacFarlane in The Orville
- Chad Michael Murray in One Tree Hill
- James Roday in Psych
- Guy lockard in Chicago Med
- Michael Pitt in Boardwalk Empire - L'impero del crimine
- Ashton Kutcher in Due uomini e mezzo
- Diego Klattenhoff in The Blacklist
- Sam Heughan in Outlander
- Dylan Bruno in Numb3rs
- Justin Bruening in Grey's Anatomy
- David Civera in Paso adelante
- Vincent Kartheiser in Mad Men
- Drew Fuller in Army Wives - Conflitti del cuore
- Bradley James in Merlin
- Michael Lombardi in Rescue Me
- Ryan Robbins in Sanctuary
- Ethan Suplee in My Name Is Earl
- Corbin Allred in CSI: Miami
- Henry Lloyd-Hughes ne Gli Irregolari di Baker Street
- John Krasinski in The Office
- Tim Rozon in Instant Star
- Christopher Kennedy Masterson in Malcolm
- Chris Foy in Blue Water High
- Andrew Walker in Sabrina, vita da strega
- James Murray in Primeval
- Elyas M'Barek in Kebab for Breakfast
- Danny Chan Kwok-kwan in La leggenda di Bruce Lee
- Kevin Zegers in Smallville
- Fran Kranz in Dollhouse
- Wentworth Miller in Dinotopia
- Scott Porter in Hart of Dixie
- Mark-Paul Gosselaar in Rising the Bar
- Javier Rey in Mentiras
- Liam Garrigan in C'era una volta
- Hugo Becker ne Il sospetto
- Borja Luna ne Le ragazze del centralino
- Sergio Arcuri in Pupetta - Il coraggio e la passione
- Johnny Whitworth in The 100
- James Napier in Power Rangers Dino Thunder
- Alexander Vlahos in Versailles
- Daniel Rigby in Sick Note
- Volker Bruch in Babylon Berlin
- Martin Wallström in Mr. Robot
- Gaspard Ulliel in Moon Knight
- Rupert Friend in Anatomia di uno scandalo
- Tom Sturridge in The Sandman
- Kevin Porter in Dinosauri tra noi
- Ken Duken in Fate: The Winx Saga
- Wyatt Russell in Monarch: Legacy of Monsters
- Dean Jagger in Warrior
- Erkan Kolçak Köstendil in Yaratilan - La creatura
- Johnny Flynn in Ripley
- Jonjo O'Neill in The Day of the Jackal
- Quim Gutiérrez in In fiamme
- J. Anthony Crane in Outer Banks
- Brendan Fletcher in The Last of Us
- Colman Domingo in The Four Seasons

### Soap opera e telenovelas
- Drew Tyler Bell, Adam Gregory, Pierson Fodé e Matthew Atkinson in Beautiful
- Hubertus Grimm in Julia - La strada per la felicità, La strada per la felicità
- Matias Ale in Il mondo di Patty
- Jorge Maggio in Rebelde Way (1° doppiaggio)
- Anıl İlter in Love Is In The Air
- Feyyaz Duman in La forza di una donna, Io sono Farah

### Serie d’animazione
- Geoff in A tutto reality - L'isola, A tutto reality - Azione!, A tutto reality - Il tour, A tutto reality presenta: Missione Cosmo Ridicola
- Tom Majors in Chaotic
- Farhat in Farhat - Il principe del deserto, Farhat - Lo scorpione nero
- Tsubane Otsuno e Shingo in Lamù, la ragazza dello spazio[6]
- Pip Pirrup (2ª voce) e Craig Tucker in South Park (doppiaggio SEFIT-CDC)
- Zeta Takajo, Vampiro e Cat Shogun in Devilchil
- Rick Jones/A-Bomb in Hulk e gli agenti S.M.A.S.H.
- Fillmore in Fillmore!
- Masashi Ookaito ne Il mio matrimonio felice
- Chuckie in Vicini di campagna
- Dave in Dave il Barbaro
- Megaman in MegaMan NT Warrior, MegaMan NT Warrior Axess
- Terry Kenyon in Ultimate Muscle
- Dvalin/Dave Quagmire in Inazuma Eleven
- Principe Zuko in Avatar - La leggenda di Aang
- Wayan in Skyland
- Leonardo in Leonardo
- Avalon in Winx Club
- Greg (2ª voce) in Wombat City
- Adì in Adì nello spazio
- Yuji Tamiya in i-wish you were here - vorrei tu fossi qui
- Slips Python in Quella scimmia del mio amico
- Jorge in Un cucciolo di nome Clifford
- Jonathan Green in Brain Powerd
- Jim in Lunar Jim
- Ant-Man/Henry "Hank" Pym (2ª voce) in Avengers - I più potenti eroi della Terra
- Twigs in Tree Fu Tom
- Zed in Tron - La serie
- Junya in Pratiche fuori orario
- Leon Rafale in Virtua Fighter
- Fred in Toonsylvania
- Stewart Waldinger in Pepper Ann
- Romeo in Corneil e Bernie
- Marron Glacè in Bakuretsu Hunter
- Setsuna in Angel Sanctuary
- Kensuke Aida in Neon Genesis Evangelion
- Takuma Kugayama in Full Metal Panic!
- Kanta Mizuno "Demone del Deserto" in Desert Punk
- Toshiro Hijikata in Gintama (1ª voce)
- Elle in Death Note
- Aldrin Pesky in Maggie
- Soul Eater Evans in Soul Eater
- Maity in Lovely Complex
- Tadashi Hamada in Big Hero 6 - La serie
- Federline Jones in The Cleveland Show
- Moscardo ne La collina dei conigli
- Agente Rick Buck in Q-Force
- Wayne Edwards in Bless the Harts
- Seiji Komatsu in Orange Road (edizione Dynamic Italia)
- Shoji Endo in Nana
- Lonnie Lincoln in Il vostro amichevole Spider-Man di quartiere
- Taadaki Kusano in Great Teacher Onizuka
- Johnny Fulmine in Super ladri
- BeBe Proud adolescente ne La famiglia Proud
- Max in Sam & Max: libera polizia d'assalto!!!
- Bill Body in Bill Body
- Simeon Paladihle in The Ancient Magus Bride
- Bastion in X-Men '97
- Batman in Young Justice (2ª voce)
- Shimon Mikazuchi in Fairy Tail
- Han♡, Il Presidente di Daten City e DJ radiofonico in New Panty & Stocking with Garterbelt

### Docu-serie
- Narratore in Miyazaki - 10 anni di magia

### Videogiochi
- Kenai in Koda, fratello orso (2003)[7]
- Signor Tumnus in Le cronache di Narnia: Il leone, la strega e l'armadio (2005)[8]
- Wall•E in Wall•E (2008)[9]
- Caprone in Epic Mickey 2: L'avventura di Topolino e Oswald (2012)[10]

## Riconoscimenti
- La Musa d'Oro 2023: Miglior Doppiatore Cinema per per Robert Pattinson (Batman) in The Batman